# Crispian Belfrage
Crispian Belfrage (* 20. Oktober 1971 in London) ist ein britischer Schauspieler.
Belfrage, Sohn des Agenten Julian Rochfort Belfrage, erwarb den Abschluss als Schauspieler an der L.A.M.D.A. 1996 nach dreijährigem Studium. Im Fernsehen debütierte er in der Fernsehserie Soldier Soldier und spielte bislang rund 25 Rollen; seit 2010 ist er gelegentlich auch als Produzent tätig.

## Filmografie (Auswahl)
- 1995: Soldier Soldier (Fernsehserie)
- 2009: Doc West – Nobody ist zurück (Doc West)
- 2012: West of Thunder
- 2016: Das Morgan Projekt (Morgan)
- 2022: Obi-Wan Kenobi (Miniserie, 2 Episoden)